# Ariu Lang Sio
Ariu Lang Sio ist ein australischer Schauspieler.
Ariu Lang Sio war oft in der Serie H2O – Plötzlich Meerjungfrau in der Rolle des Wilfred zu sehen.
Er spielte auch in anderen Filmen mit wie zum Beispiel: Tempted und Heaven Born Captains.

## Filmografie (Auswahl)
- 2003: Tempted
- 2006–2007: H2O – Plötzlich Meerjungfrau (H2O: Just Add Water, Fernsehserie, 28 Episoden)
- 2007–2008: Shadow Line
- 2008: The Last Goodbye
- 2008–2010: Sea Patrol
- 2010: Rumble in the Jungle
- 2019: Harrow

## Weblink
- Ariu Lang Sio bei IMDb

| Personendaten    | Personendaten              |
| ---------------- | -------------------------- |
| NAME             | Sio, Ariu Lang             |
| KURZBESCHREIBUNG | australischer Schauspieler |
| GEBURTSDATUM     | 20. Jahrhundert            |